# Historia Pakistanu
Historia Pakistanu sięga połowy XX wieku. Oficjalnie zaczęła się gdy kraj uzyskał niepodległość w 1947 roku.
Historia samego ludu pakistańskiego jest o wiele starsza i sięga II w. p.n.e., kiedy ludy stepowe północy wyparły Hindusów. Dla historii tego obszaru Azji przed 1947 r. zobacz Historia Afganistanu, Historia Indii, Historia Iranu.

## Utworzenie kraju
Pakistan odłączył się od Indii Brytyjskich w 1947. Pomysł utworzenia państwa o takiej nazwie przypisuje się Choudrze Rahmatowi Alemu, który utworzył ją od pierwszych liter nazw prowincji: Pendżab, Afgan, Kaszmir i Sind oraz końcówki nazwy Beludżystan. Drugim wytłumaczeniem tej nazwy jest jej zakorzenienie lingwistyczne w języku urdu, w którym słowo pakistan oznacza „kraj czystości”. Gdy Brytyjczycy zorganizowali na przełomie 1945 i 1946 wybory do władz ustawodawczych, Liga Muzułmańska zdobyła większość w rządach Bengalu i Sindhu, zaś w Pendżabie utworzyła rząd koalicyjny. Tym samym roszczenia muzułmanów do stworzenia państwa islamskiego stały się uzasadnione. W 1947 ostatni wicekról Indii, lord Louis Mountbatten, opracował plan, na podstawie którego kolonia brytyjska podzielona została na dwa suwerenne państwa: Indie i Pakistan, który otrzymał następujące prowincje: Bengal, Pendżab, Sind, Beludżystan oraz Północno-Zachodnią Prowincję Graniczną. 14 sierpnia 1947 Pakistan uzyskał niepodległość (do 1956 jako dominium brytyjskie z generalnym gubernatorem reprezentującym brytyjskiego monarchę; w 1956 proklamowano republikę), jednak kwestią sporną między tym krajem a Indiami zostały trzy księstwa: Dżanagadh, Hajdarabad oraz Kaszmir. Zostawiono im czas na przeprowadzenie plebiscytu, lecz władcy tych małych księstewek, licząc na uzyskanie znacznej autonomii, zwlekali z przeprowadzeniem referendum. W Dżanagadh oraz w Hajdarabadzie władcy byli muzułmanami, zaś cała ludność była hinduska, toteż po upływie czasu przeznaczonego na plebiscyt Indie wkroczyły do tych księstw ze swoimi wojskami, co zostało oprotestowane przez Pakistan na arenie międzynarodowej. W Kaszmirze sytuacja była odwrotna, ludność była głównie muzułmańska, zaś sfery rządzące były religii hinduskiej. Hari Singh, maharadża rządzący w Kaszmirze, nie chciał przyłączać się do żadnego z państw: w Indiach jego władza zostałaby znacznie uszczuplona, zaś w Pakistanie mogłoby dojść do zamieszek na tle religijnym.
Jesienią 1947 wybuchała rewolta o podłożu religijnym, do Kaszmiru wkroczyły pathańskie plemiona z Pakistanu, więc maharadża Singh zmuszony był poprosić o pomoc Indie. 26 października podpisał on akt wstąpienia Kaszmiru do Indii. Pakistan nie uznał faktu przyłączenia się Kaszmiru do Indii. Muhammad Ali Jinnah, przywódca Pakistanu zwrócił się z prośbą do lorda Mountbattena o mediację. Louis Mountbatten poprosił Singha o przeprowadzenie plebiscytu wśród ludności, jednak maharadża tę prośbę odrzucił. W ten sposób zaczął się konflikt indyjsko-pakistański, trwający do dziś.

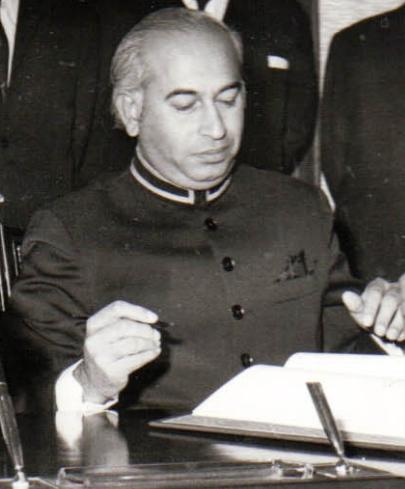
Zulfikar Ali Bhutto

W 1954 roku odbyły się wybory, które pokazały duże rozbieżności między wschodnią a zachodnią częścią kraju. Na zachodzie wyborcze zwycięstwo odniosła proamerykańska Partia Republikańska natomiast na wschodzie ugrupowania lewicowe tj. Pakistańska Partia Komunistyczna, Liga Awami czy Partia Robotnicza. W rezultacie rządy we wschodnim Pakistanie objęła radykalna lewica. Sprawujący władzę w drugiej połowie lat 50. premier Huseyn Shaheed Suhrawardy i jego lewicujący rząd ustanowił prozachodni i proamerykański kurs kontynuowany przez późniejsze rządy. W tym czasie nawiązano również przyjazne stosunki z Chinami i znormalizowano relacje ze Związkiem Radzieckim, które wcześniej były negatywne ze względu na pakistańsko-afgański konflikt graniczny. Reformy gospodarcze rządu zmierzające do utworzenia gospodarki planowanej i państwa socjalistycznego nie udały się na zachodzie kraju, gdzie większą popularnością cieszył się model zachodni, gospodarka wschodniego Pakistanu została natomiast niemalże w całości scentralizowana. W 1957 roku krótkotrwałe rządy lewicy zakończyły się, a do władzy powróciła Liga Muzułmańska.
W 1958 roku w wyniku bezkrwawego zamachu stanu władzę autorytarną przejął wojskowy – Muhammad Ayub Khan, który postawił na dobre relacje z USA. Dzięki ogromnej pomocy finansowej rządu amerykańskiego Pakistan przeżywał kilkuletni okres ożywienia gospodarczego i stabilizacji politycznej. Równocześnie zawarto przyjazne stosunki z krajami Europy m.in. Polską. Ministrem spraw zagranicznych jego rządu został Zulfikar Ali Bhutto. W 1966 stolica została przeniesiona z Karaczi do Islamabadu. Przegrana w II wojnie o Kaszmir przyczyniła się do gwałtownego spadku poparcia społecznego dla Ayub Khana. Pogorszył się również stan jego zdrowia. Ulegając namowom wojskowych, w 1969 ustąpił na rzecz generała Yahyi Khana. W 1970 wycofał się z życia politycznego. Po konfliktach z przywódcami kraju, Bhutto opuścił rząd i stanął na czele opozycji. 26 marca 1971 Pakistan Wschodni odłączył się tworząc niepodległy Bangladesz. Doszło do tego po tym, gdy Yahya Khan, dyktator kraju, zarządził akcję wojskową pod kryptonimem Searchlight skierowaną przeciwko bengalskim separatystom. Akcja nie udała się, a w wyniku kompromitacji rządu nowym premierem został Bhutto.
W latach 1971–1977 premierem Pakistanu był Zulfikar Ali Bhutto. W okresie rządów Bhutto Pakistan stał się „Republiką Islamską” z parlamentarną formą rządów. Bhutto jako prezydent zerwał z wcześniejszą prozachodnią polityką – wycofał Pakistan z udziału w SEATO i brytyjskiej Wspólnoty Narodów. Zapoczątkował program rozwoju energii atomowej i otworzył pierwszy pakistański reaktor atomowy. Rząd w okresie Bhutto prowadził ekonomię w stylu socjalistycznym. Rząd znacjonalizował część przemysłu. Rząd zbudował Port Kasim, Huty Pakistańskie, Kompleks Przemysłu Ciężkiego i kilka cementowni i zapoczątkował reformę ograniczającą własność ziemi i przejęcie przez rząd ponad miliona akrów feudałów które zostały rozdystrybuowane bezrolnymi chłopom.
W lutym 1973 roku w Islamabadzie po tym, jak siły pakistańskie miały rzekomo odkryć skład broni pochodzącej z Iraku, rząd rozwiązał Zgromadzenie Prowincji Beludżystanu. Operacja przeprowadzona przez generała Tikka Khana, przerodziła się w pięcioletni konflikt z beludżystańskimi separatystami. Do sporadycznych walk między partyzantką a armią dochodziło już w 1973 roku, jednak największa konfrontacja odbyła się we wrześniu 1974 roku. Marynarka Pakistanu, pod przywództwem Patricka Juliusa Simpsona, zablokowała porty morskie Beludżystanu. Marynarka prowadziła osobne operacje mające zajmować przesyłki wysyłane jako pomoc dla wojsk separatystów. Do akcji przyłączyły się również Pakistańskie Siły Powietrzne, wspierające marynarkę i armię. Iran, obawiając się rozprzestrzeniania się tendencji separatystycznych w irańskim Beludżystanie wspomógł Pakistańczyków.
W 1977 roku rząd Bhutto obalony został w wyniku wojskowego zamachu stanu wspartego przez islamistów. Władzę dyktatorską objął generał Muhammad Zia ul-Haq, który cofnął reformy Bhutto i przywrócił sojusz z USA. Współcześnie kwestią sporną jest zaangażowanie USA w pucz przeciwko Bhutto. Rządom wojskowym towarzyszyła islamizacja życia politycznego. Prawo Koranu uczyniono wykładnią prawa państwowego (wprowadzono m.in. całkowitą prohibicję karaną pod groźbą chłosty publicznej). Po interwencji ZSRR w Afganistanie w 1979 roku junta ogłosiła, że Pakistan stał się państwem frontowym, narażonym bezpośrednio na imperializm komunistyczny. Rząd rozpoczął wówczas akcję pomocy militarnej i finansowej dla afgańskich mudżahedinów. Udzieliła także schronienia 3 milionom afgańskich uchodźców. Oprócz tego junta wsparła sikhijskich separatystów w Indiach i dostarczała im broń. W 1980 roku w trakcie trwania wojny iracko-irańskiej, Pakistan poparł stronę irańską. W 2003 poparł inwazję Stanów Zjednoczonych na Irak.
Na przełomie lat 80. i 90. przywrócono demokrację. Przez pewien czas premierem była córka Bhutto – Benazir Bhutto, ale także ona została oskarżona o nadużycia i odsunięta od władzy przez swojego następcę. W 1998 roku opuściła Pakistan i udała się na emigrację do Dubaju. Rząd Pakistanu poparł inwazję Stanów Zjednoczonych na Irak w 2003 roku. W 2004 doszło do wybuchu konfliktu w północnych regionach kraju, gdzie armia zmagała się z talibami. Prezydent Pervez Musharraf objął władzę po bezkrwawym zamachu stanu w grudniu 1999. Benazir Bhutto do kraju powróciła po 9 latach, w październiku 2007, w związku z przygotowywaniem Pakistańskiej Partii Ludowej do wyborów parlamentarnych. 27 grudnia 2007 w Rawalpindi podczas wiecu kończącego kampanię wyborczą została zastrzelona przez zamachowca samobójcę, który następnie wysadził się w powietrze zabijając kilkanaście osób. Wybory parlamentarne odbyły się 18 lutego 2008 w trakcie kryzysu politycznego, wywołanego śmiercią Benazir Bhutto. Najwięcej głosów zdobyły Pakistańska Partia Ludowa i Pakistańska Liga Muzułmańska Nawaz (PML- N), której liderem jest Nawaz Sharif, wyraźnie wyprzedzając dotychczas rządzącą Pakistańską Ligą Muzułmańską (PML-Q) wspierającą Perveza Musharrafa. 18 sierpnia 2008 Pervez Musharraf zrezygnował z pełnienia funkcji prezydenta Pakistanu. 6 września 2008 Asif Ali Zardari, wdowiec po Benazir Bhutto, został wybrany trzynastym prezydentem głosami większości pakistańskiego Kolegium Elekcyjnego.